# Fouad Twal
Fouad Twal (em árabe, فؤاد طوال) (Madaba, 23 de outubro de 1940) é um prelado jordaniano, Patriarca Latino emérito de Jerusalém e grão-prior emérito da Ordem Equestre do Santo Sepulcro de Jerusalém desde 24 de junho de 2016.

## Vida pregressa
Fouad Boutros Ibrahim Twal nasceu em uma família cristã beduína, como o sexto de nove irmãos. Ingressou no Seminário Patriarcal em Beit Jala em outubro de 1959. Foi ordenado sacerdote em 29 de junho de 1966 e no mês de agosto seguinte, tornou-se vigário paroquial da paróquia da Sagrada Família em Ramala, Palestina. Em janeiro de 1967, foi nomeado pároco de São Jorge em Irbid, Jordânia, e em junho de 1968, de Maria Mãe da Igreja em Marka, Jordânia.
Twal ingressou na Pontifícia Universidade Lateranense em Roma em setembro de 1972 e dois anos depois foi admitido na Pontifícia Academia Eclesiástica, recomendado pela Secretaria de Estado para uma carreira diplomática. Ele era o único aluno árabe da Academia. Obteve o doutorado em Direito Canônico com tese sobre o Direito Beduíno Tradicional em 1976. No ano seguinte, ingressou no serviço diplomático da Santa Sé.
Capelão de Sua Santidade em 15 de junho de 1977. Em 1978, foi nomeado Encarregado de Negócios na Nunciatura de Honduras. Dividia seu trabalho da nunciatura com a colaboração à paróquia mais pobre do país, além de acompanhar a comunidade árabe de origem palestina. Em 1982, designado para o Conselho de Assuntos Políticos da Secretaria de Estado; nessa posição, era responsável por assuntos de 19 países africanos francófonos. Em 1985, primeiro secretário da Nunciatura no Cairo, Egito, até 1988, quando se tornou conselheiro da Nunciatura Apostólica em Bonn, Alemanha; também colaborou em uma pequena paróquia perto da nunciatura. Sua última atribuição diplomática foi em 1990, como conselheiro da Nunciatura Apostólica em Lima, Peru; ainda exerceu trabalho pastoral com imigrantes árabes palestinos.

## Episcopado
O Papa João Paulo II o nomeou em 30 de maio de 1992 como Bispo-Prelado de Tunes. Recebeu a ordenação episcopal no dia 22 de julho seguinte, na Catedral de Amã, pelo Patriarca de Jerusalém, Michel Sabbah; os principais co-consagradores foram os arcebispos Edmond Youssef Farhat, pró-núncio na Argélia e delegado apostólico na Líbia, e Francesco Monterisi, oficial da Cúria.
Em 31 de maio de 1995, quando a Prelazia Territorial de Tunes foi elevada a Diocese, Dom Fouad recebeu o título pessoal de Arcebispo de Tunes. Ao longo de seu governo, trouxe oito comunidades religiosas para a diocese; atuou na restauração da Catedral, igrejas, conventos e casas; e antes de sua saída, o governo restituiu à sé a igreja de Djerba, da qual havia tomado posse durante a guerra da independência.
De janeiro de 2004 a fevereiro de 2006, Arcebispo Fouad foi presidente da Conferência Episcopal da Região Norte da África (CERNA).
Em 8 de setembro de 2005, o Papa Bento XVI o nomeia como arcebispo-coadjutor do Patriarcado Latino de Jerusalém. Dom Fouad foi eleito pela Santa Sé como Presidente da Universidade de Belém em 14 de março de 2006. O papa o nomeou membro do Pontifício Conselho para o Diálogo Inter-religioso em 29 de janeiro de 2007.
Em 21 de junho de 2008, torna-se Patriarca Latino de Jerusalém, sucedendo a Michel Sabbah. Ele recebeu o pálio em 29 de junho de 2008. Na posição de Patriarca, tornou-se presidente da Conferência dos Bispos Latinos das Regiões Árabes; presidente da Assembleia dos Ordinários Católicos da Terra Santa; e Grão Prior da Ordem Equestre do Santo Sepulcro de Jerusalém.
Bento XVI o nomeou membro da Congregação para as Igrejas Orientais em 8 de março de 2009 e em 10 de setembro, para o Comitê Presidencial do Pontifício Conselho para a Família.
Sua resignação, por limite de idade, foi aceita pelo Papa Francisco em 24 de junho de 2016. No dia 15 de julho de 2016, instalou o novo Administrador Apostólico do Patriarcado, Pierbattista Pizzaballa, OFM.

## Posições sobre Israel e Palestina
Ainda como coadjutor, Dom Twal expressou a sua convicção de que só a criação de um Estado palestino permitirá o estabelecimento de uma paz duradoura na Terra Santa, mas sublinhou que o terrorismo não pode ser justificado em nenhuma circunstância.
Em 2008, após a sucessão, Dom Fouad Twal explicou que a liberdade de movimento de padres e religiosos entre as regiões de Israel e dos Territórios Palestinos era uma preocupação pastoral primária: "Recebemos muita ajuda e somos gratos, mas, ao mesmo tempo, dizemos que precisamos de mais. O que precisamos é de paz. Não queremos ser apenas uma Igreja mendiga, não queremos ser mendigos com licença. Não gosto disso. Precisamos de um horizonte político, é hora de acabar com o Muro, os Pontos de Verificação, é hora de um Estado Palestino, é hora de acabar com nossos problemas com vistos. [...] Precisamos de uma ligação com a Jordânia, precisamos ser capazes de nos mover com liberdade e liberdade para o nosso trabalho pastoral".

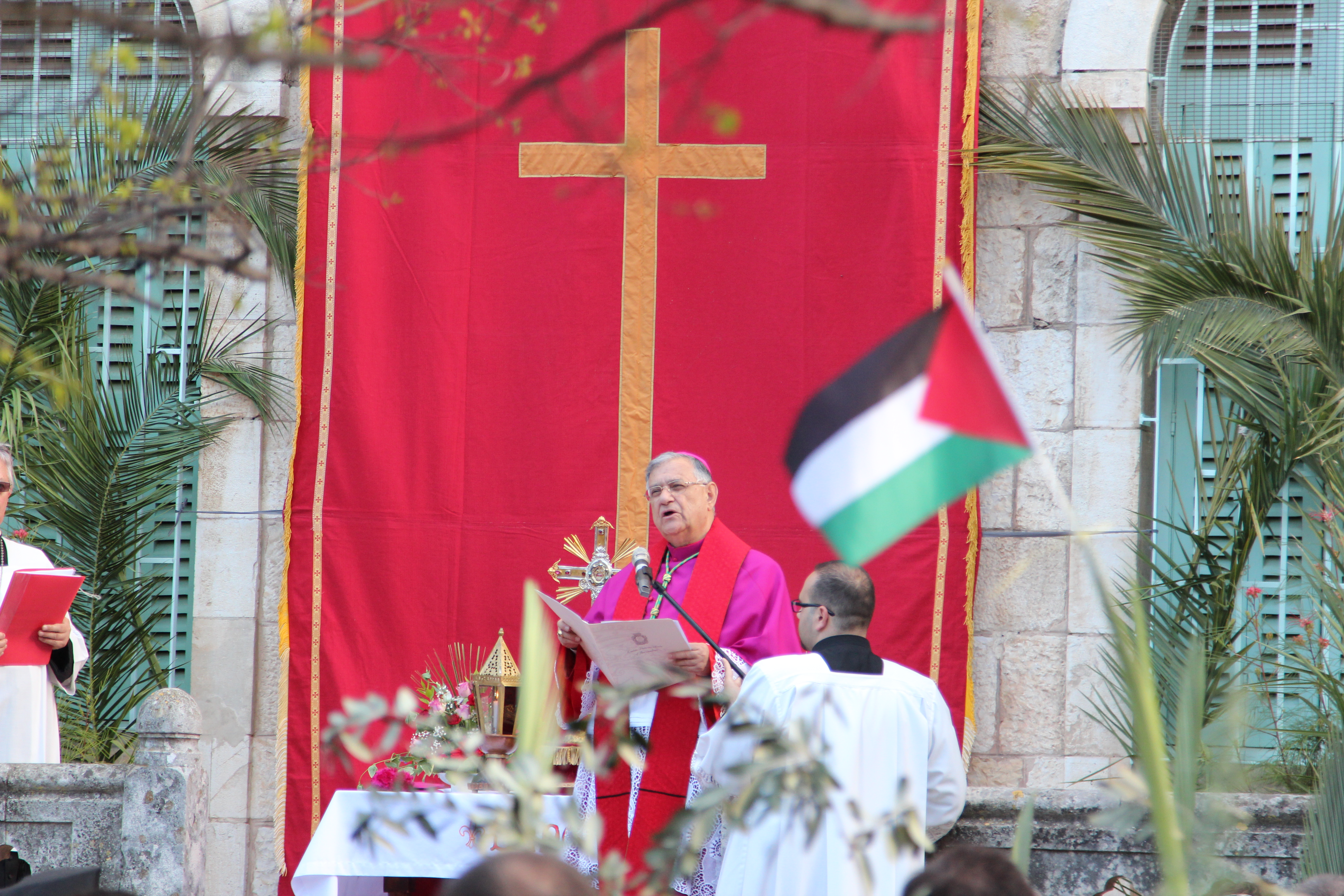
Dom Fouad durante procissão em Jerusalém, 2016.

Na França, em 2013, ao receber a Legião de Honra, o Patriarca lamentou "a violência sem limites que está se desenrolando na Síria", "um pesadelo diante do qual não podemos permanecer impassíveis" e pediu "mais estabilidade e democracia nos países árabes". Clamou para que a França, "protetora dos Lugares Santos", amplie "o espaço de sua solidariedade, não apenas em Jerusalém, mas em todo o Oriente Médio" e mantenha "um papel político de liderança, para ajudar a resolver os conflitos regionais, com mais diálogo, e evitando que milhares de vítimas morram".
Pouco depois da visita do Papa Francisco à Terra Santa em 2014, Dom Fouad reforçou o apelo ao diálogo e pelo cessar-fogo entre Israel e a Faixa de Gaza. Ele fez menção à “recusa da Palestina em reconhecer Israel como Estado Judeu e à persistência, por parte de Israel, numa colonização ilegal, que levou a uma nova onda de pessimismo e desolação”.

## Honrarias
- Grão Prior Emérito da Ordem Equestre do Santo Sepulcro de Jerusalém[4]
- Prêmio Mediterrâneo para o Diálogo Inter-religioso (2010)[13]
- Doutorado honorário pela Faculdade de Teologia de Paderborn (2011)[14]
- Cavaleiro da Grã-Cruz da Ordem da Estrela da Itália (2012)[15]
- Grande Oficial da Legião de Honra (2013)[11]
- Cidadão Honorário de Varallo (2013)[16]
- Grã-Cruz da Ordem do Mérito (2014)[17]
- Medalha de Jerusalém (2016)[18]

## Sucessão apostólica
Dom Fouad Twal foi o consagrador principal de:
- Arcebispo Ghaleb Moussa Abdalla Bader (2008)
- Bispo William Hanna Shomali (2010)
- Arcebispo Ilario Antoniazzi (2013)

Também foi principal co-consagrador de:
- Arcebispo Maroun Elias Nimeh Lahham (2005)
- Cardeal Pierbattista Pizzaballa, OFM (2016)